# Tuono Pettinato
Andrea Paggiaro, más conocido como Tuono Pettinato (Pisa, 12 de julio de 1976-ib., 14 de junio de 2021), fue un ilustrador de historietas y guionista italiano.

## Biografía
Pettinato inició su carrera en el mundo del cómic en la década de 2000. Produjo biografías en versión de historieta de personalidades como Alan Turing, Freddie Mercury, Giuseppe Garibaldi y Galileo Galilei, entre otros, y trabajó con publicaciones como Hobby Comics, Pic Nic, XL, Animals y Linus.
Falleció el 14 de junio de 2021 a los 44 años, después de una larga enfermedad.

## Obras notables
- Apocalypso! Gli anni dozzinali, Coniglio Editore, 2010
- Garibaldi. Resoconto veritiero delle sue valorose imprese, ad uso delle giovani menti, Rizzoli Lizard, 2010
- Il magnifico lavativo, TopiPittori, 2011
- Enigma. La strana vita di Alan Turing, Rizzoli Lizard, 2012
- Corpicino, GRRRzetic, 2013
- Nevermind, Rizzoli Lizard, 2014
- OraMai, CNR Edizioni, 2014
- We are the champions, texto de Dario Moccia, Rizzoli Lizard, 2016
- Big in Japan, texto de Dario Moccia, Rizzoli Lizard, 2018